# Ewell
Ewell és una zona suburbana dins del borough of Epsom and Ewell a Surrey amb una gran zona comercial. El 2011 tenia 34.872 habitants. Apart d'aquest els seus barris han rebut els noms de: West Ewell, Ewell Court, East Ewell, Ewell Grove, i Ewell Downs. Una localitat rural al vessant dels North Downs també n'és també un barri, North Looe. Presenta la frontera sud-oest amb el Greater London a Cheam i pertany a la Greater London Built-up Area
El nom d'Ewell deriva de l'antic anglès æwell, que significa font del riu. S'hi han trobat restes de l'edat del bronze i dels antics romans dipositades al Museu Britànic. Ewell apareix al Domesday Book de 1086 com Etwelle. Va ser presa per Guillem el Conqueridor.